# Piotr Zagajewski
Piotr Zagajewski (Zagajowski) herbu Pomian – podsędek inowrocławski w latach 1522-1528, starosta dybowski i nieszawski.
Poseł na sejm krakowski 1523 roku z województwa inowrocławskiego.